# Röda baskrarna
Röda baskrarna (JSO, Jedinica za specialne operacije, "Enheten för specialoperationer") var en numera nedmonterad specialstyrka inom den serbiska polisen.
Ledare för enheten var Milorad Ulemek eller Milorad Luković, även kallad Legija - (legionären, efter hans tjänstgöring i franska främlingslegionen under 1980-talet). Han är dömd för mordet på Serbiens premiärminister Zoran Đinđić, efterträdaren till den störtade Slobodan Milošević. Enheten upplöstes efter mordet på premiärministern.
Serbiens inrikesminister Ivica Dačić har bekräftat att landets polis varnade sina svenska kollegor att medlemmar i Röda baskrarna planerade Helikopterrånet i Västberga.